# Стрём, Анне-Карине
Анне-Карине Стрём (норв. Anne-Karine Strøm; род. 15 октября 1951, Осло) — норвежская певица, актриса и журналистка. Трижды представляла свою страну на конкурсе песни «Евровидение» (два раза сольно) — в 1973, 1974 и 1976 годах.

## Карьера
Музыкальная карьера певицы началась ещё в раннем возрасте — юная Анне впервые вышла на сцену в 12 лет. В 1970 её дебютный сингл «Regndråper faller i mitt hår» имел большую популярность в Норвегии. Также исполнительница была участницей Finn Eriksens orkester и Bendik Singers; с последними она затем дважды участвовала на Евровидении.

### Melodi Grand Prix

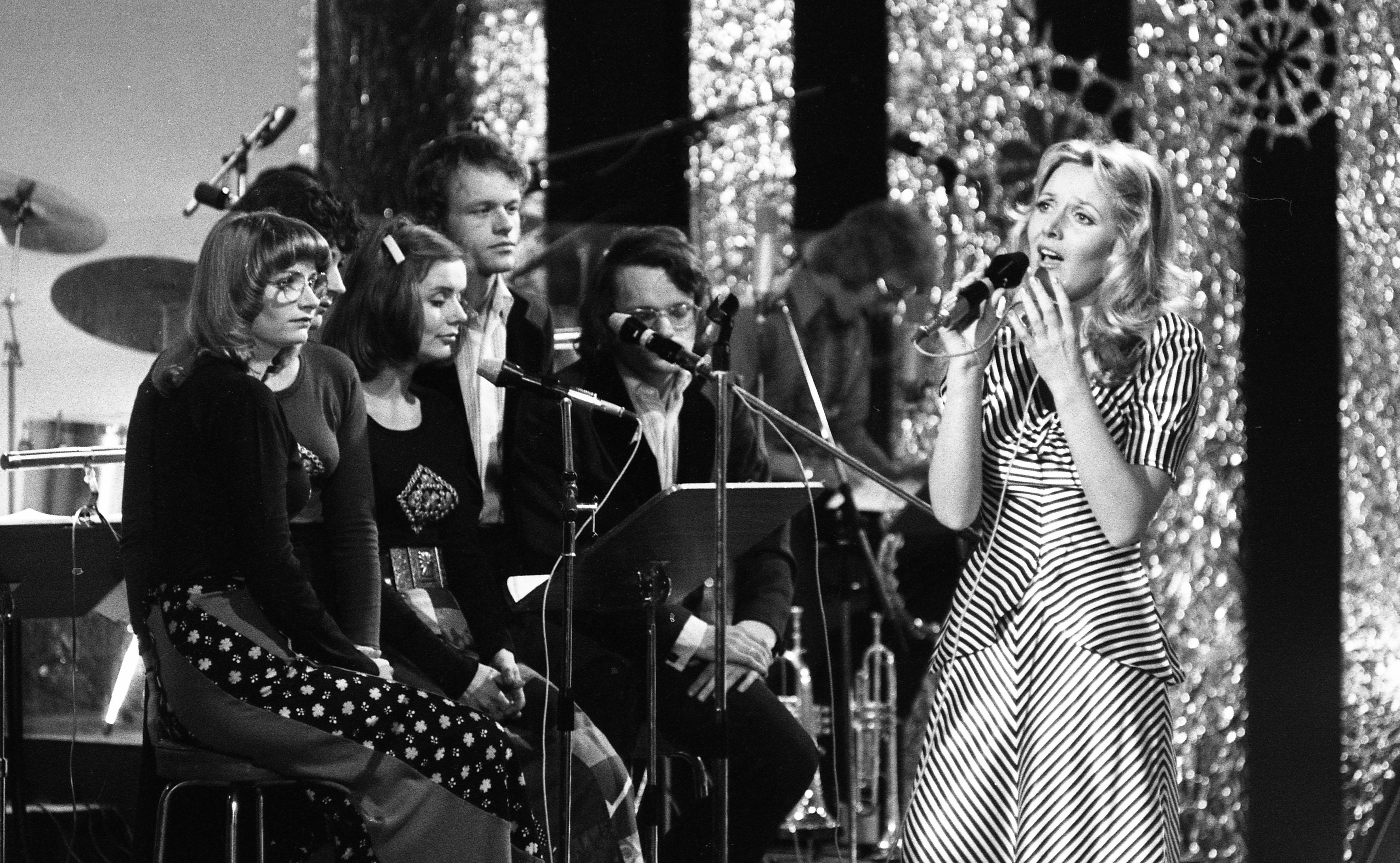
Анне-Карине Стрём на конкурсе Melodi Grand Prix в 1974 году

Ниже представлены участия и занятые позиции на норвежском национальном отборе Melodi Grand Prix. Первое место давало ей возможность представлять свою страну на Евровидении.
| Год  | Песня                                       | Место |
| ---- | ------------------------------------------- | ----- |
| 1971 | «Hør litt på meg»                           | 10    |
| 1972 | «Håp»                                       | 4     |
| 1973 | «Å for et spill» (в составе Bendik Singers) | 1     |
| 1974 | «Hvor er du»                                | 1     |
| 1975 | «1+1=2»                                     | 4     |
| 1976 | «Mata Hari»                                 | 1     |

### Евровидение

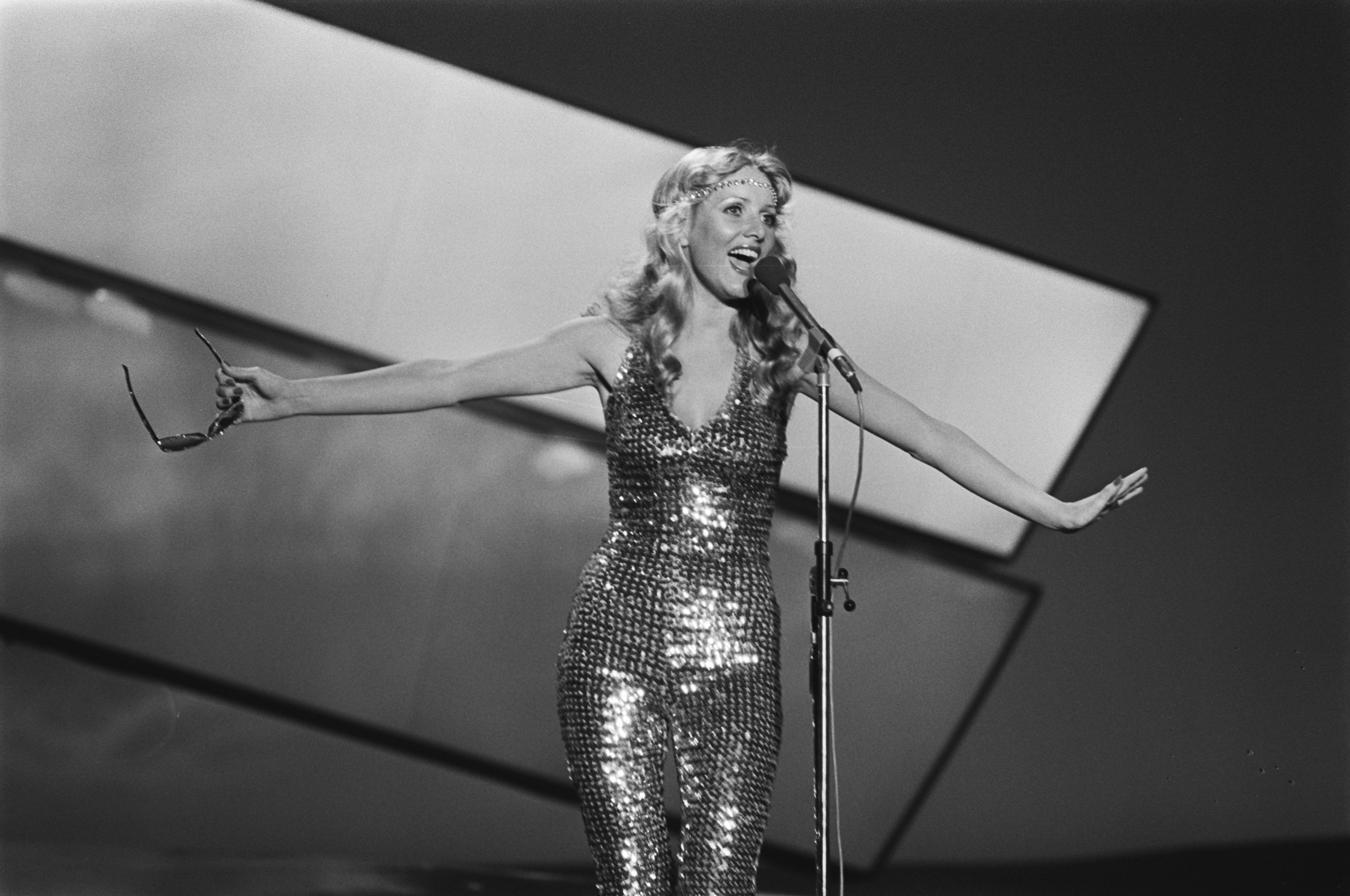
Выступление Анне-Карине Стрём на «Евровидении» 3 апреля 1976 года

В отборочных конкурсах Стрём участвовала регулярно в период с 1971 по 1976 год. Впервые она стала победительницей в 1973 году, в составе вокальной группы Bendik Singers. Первое участие на песенном конкурсе можно назвать относительно успешным: песня «It’s Just A Game» (рус. Это всего лишь игра; название оригинальной версии — «Å for et spill») была оценена в 89 баллов и заняла седьмое место (из семнадцати).
В следующем году исполнительница снова приняла участие в национальном отборе — и снова вместе с Bendik Singers, однако к тому времени уже не являясь участницей коллектива. Национальный отбор прошёл успешно для певицы: заняв первое место, она уже во второй раз отправилась представлять свою страну на песенном конкурсе. Тем не менее на самом конкурсе Анне ожидал провал. В том году вместе с ней выступали такие известные исполнители, как Оливия Ньютон-Джон, Джильола Чинкветти, Mouth & MacNeal и даже популярные ABBA; таким образом, её выступление с песней «The First Day of Love» осталось почти незамеченным, и было оценено всего в три балла, финишировав последним.
Через два года певице снова удалось победить на Melodi Grand Prix. Англоязычную песню «Mata Hari» многие считали достойным реваншем для певицы, она была записана в модном в то время стиле «диско-поп». Но и в этот раз выступление оказалось неудачным, и с семью баллами исполнительница заняла последнее место.
По совокупности результатов Анне можно назвать одной из самых малоуспешных исполнителей на конкурсе «Евровидение», принимавших участие в нём несколько раз.
| Год  | Песня                                         | Место | Баллы |
| ---- | --------------------------------------------- | ----- | ----- |
| 1973 | «It’s Just A Game» (в составе Bendik Singers) | 7     | 89    |
| 1974 | «The First Day of Love»                       | 14    | 3     |
| 1976 | «Mata Hari»                                   | 18    | 7     |

### После Евровидения
С конца 1970-х годов Стрём стала выступать в составе музыкального кабаре вместе с Эйстейном Сунде и своим мужем Оле Паусом. Выпустив ещё три альбома, певица прекратила музыкальную карьеру. Следующие двадцать лет она работала журналисткой в популярных изданиях. Также она преподаёт филологию в Университете Осло.
Является матерью композитора Маркуса Пауса.

## Дискография

### Альбомы
- Drømmebilde (1971)
- Anne Karin (1975)
- Album (1978)
- Casablancas Døtre (1982)
- Landet utenfor (1986)

### Синглы
- «Fotball-gressenka» (1963)
- «Lille Marlene» (1963)
- «Lucia-sangen» (1964)
- «Morild» (1964)
- «Milaja» (1964)
- «Vi må huske på mamma» (1964)
- «Klokkene ringer» (1964)
- «Sov lille prins» (1964)
- «Ringo, Paul, John, George» (1965)
- «Jeg ønsker meg en bitte liten Beatle» (1965)
- «Man kan, hvis man vil» (1965)
- «Du tok med deg mitt hjerte» (1965)
- «Dance Quiella In A Quiella Dance» (1966)
- «Quiella Al Bole'» (1966)
- «Letkis Blues» (1966)
- «Unge møtes, unge skilles» (1966)
- «En sommerdrøm» (1967)
- «La ham være i fred» (1967)
- «Si no' pent» (1967)
- «Guantanamera» (1967)
- «Regndråper faller i mitt hår» (1970)
- «Bor du fortsatt her i byen» (1970)
- «Men svikter du meg nå» (1970)
- «Lykken er» (1971)
- «Hør litt på meg» (1971)
- «Mamy Blue» (1971)
- «Han gjør hva han vil» (1971)
- «Som en gammeldags lovsang» (1972)
- «En maske og et smil» (1972)
- «En merkelig brann» (1973)
- «Kjærlighet» (1973)
- «Hvor er du» (1974)
- «Min egen lille by» (1974)
- «The First Day of Love» (1974)
- «Harmony» (1974)
- «Født med et smil» (1974)
- «Harmoni» (1974)
- «Saloniki» (1975)
- «Se på meg» (1975)
- «Mata Hari» (1976)
- «Noen år i fred» (1976)
- «Please Don’t Go Away» (1976)

### Прочие работы
- Vi vil leve (в составе Finn Eriksens orkester)
- Bendik Singers (в составе Bendik Singers)

## Фильмография

### Фильмы
- Douglas (1970)
- Einar Schankes gledeshus (1975)

### Сериалы
- Solstreif (1981)